# Peter Mathes

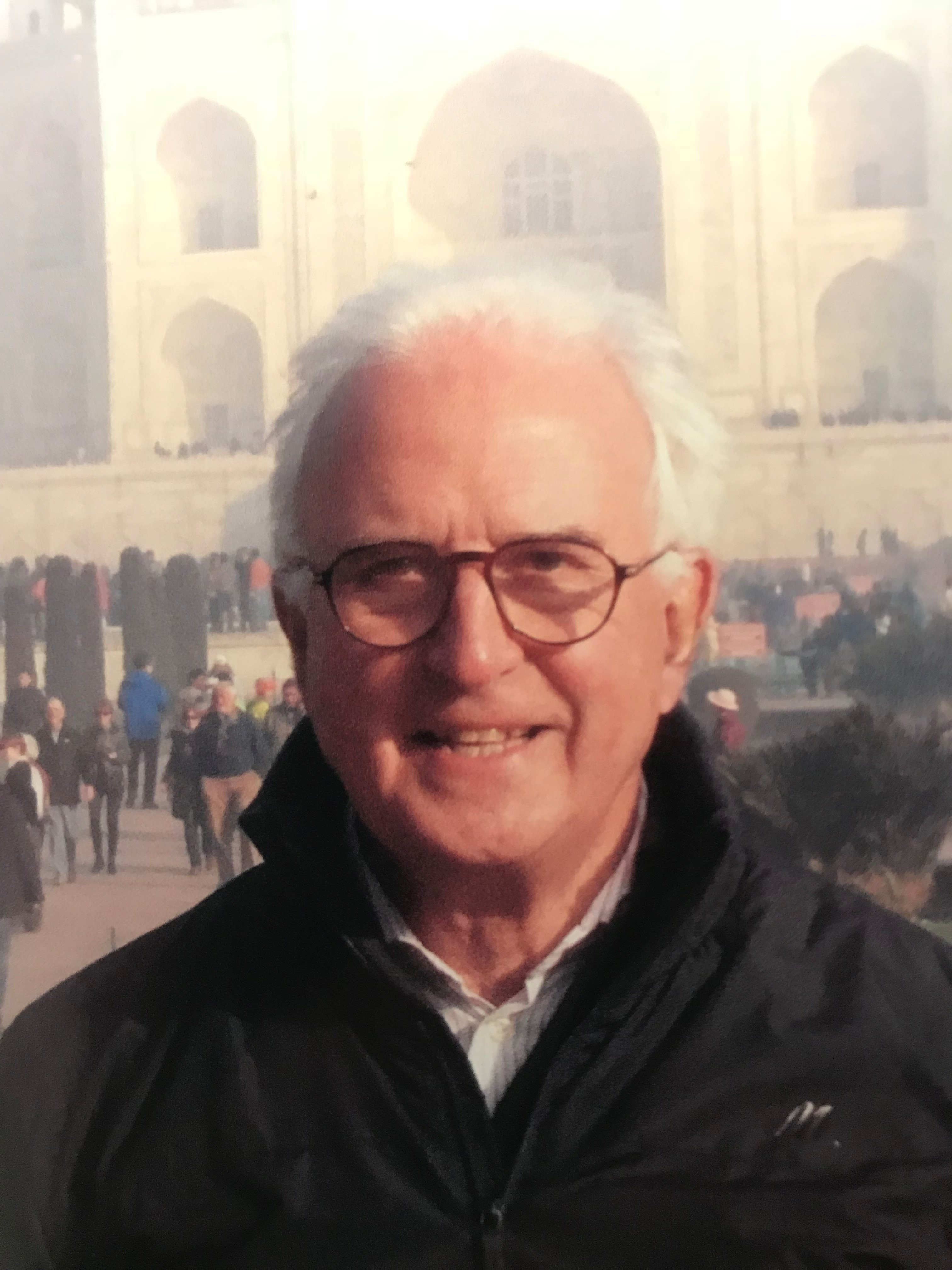
Peter Mathes (2018)

Peter Mathes (* 5. Februar 1940 in Essen) ist ein deutscher Kardiologe, von 1979 bis 2000 Chefarzt an der Klinik Höhenried für Herz- und Kreislaufkrankheiten am Starnberger See. Vom 1. Januar 2000 bis 2020 war er leitender Arzt der Kardiologie am Rehabilitationszentrum München.

## Werdegang
Peter Mathes wurde als Sohn des Internisten Hubert Mathes und dessen Ehefrau Else in Essen geboren. Nach dem Abitur 1959 am Helmholtz-Gymnasium in Essen folgte ein Studium der Medizin an den Universitäten Freiburg, Bonn, Wien und München, das mit dem Staatsexamen und der Approbation als Arzt 1967 abgeschlossen wurde. Noch während der Medizinalassistentenzeit folgte 1967 ein Internship am Muhlenberg-Hospital, Plainfield, New Jersey, USA. Untersuchungen zum „Katecholaminstoffwechsel beim experimentellen Herzinfarkt“, von 1968 bis 1969 als Postdoctoral Fellow in Experimental Medicine am Detroit General Hospital der Wayne State University in Detroit, Michigan, USA, bei R. J. Bing.

## Berufsleben
Von 1970 bis 1972 war Peter Mathes Postdoctoral Fellow in Medicine and Cardiology an der Mayo Clinic in Rochester (Minnesota), wo Pioniere der Herzchirurgie, wie John Webster Kirklin und Dwight McGoon tätig waren. Mathes erwarb dort die US-amerikanische Qualifikation zum Cardiologist. Von 1973 bis 1979 arbeitete er an der I. Medizinischen Klinik rechts der Isar der Technischen Universität München (H. Blömer) zum Thema Einfluss des Herzinfarktes auf die diastolische Ventrikelfunktion und experimentell zur Kontraktilität des überlebenden Herzmuskels nach Infarkt. 1974 erfolgte die Anerkennung als Facharzt für Innere Medizin und die Habilitation für Innere Medizin an der Technischen Universität München. Ein Jahr später kam die Anerkennung als Facharzt für Kardiologie. Im selben Jahr wurde Mathes Leiter des von der Deutschen Forschungsgemeinschaft geförderten Forschungsprogramms „Experimenteller Herzinfarkt“ an der I. Med. Klinik der Technischen Universität München.
1979 wurde er zum Chefarzt an der Klinik Höhenried für Herz- und Kreislaufkrankheiten der Landesversicherungsanstalt Oberbayern berufen. 1981 erfolgte die Ernennung zum Professor für Innere Medizin/Kardiologie an der Technischen Universität München.
2000 übernahm Mathes die Leitung der Kardiologie am Rehabilitationszentrum München. In den 2000er Jahren ist Mathes als German Rotary Volunteer Doctor (grvd.de) in unregelmäßigen Abständen am Dhulikhel Hospital in Dhulikhel bei Kathmandu in Nepal ehrenamtlich tätig.

## Internationales Wirken
1983 erfolgte unter seinem Vorsitz die Gründung der Arbeitsgruppe Rehabilitation der Deutschen Gesellschaft für Herz- und Kreislaufforschung, 1984 ebenfalls unter seiner Leitung die Gründung der Arbeitsgruppe Rehabilitation der Europäischen Gesellschaft für Kardiologie, jetzt „European Association for Cardiovascular Prevention and Rehabilitation“.
1985 wurde Mathes zum Mitglied des Council „Klinische Kardiologie“ der American Heart Association berufen, 1986 zum Mitglied des wissenschaftlichen Beirats der Deutschen Herzstiftung, 1988 zum Fellow der Europäischen Gesellschaft für Kardiologie (FESC) und zum Fellow des American College of Cardiology (FACC).
Der weltweiten Bedeutung der Rehabilitation trug die Einsetzung eines „Expert Committee for Cardiac Reabilitation“ bei der Weltgesundheitsorganisation (WHO) Rechnung, zu dessen Co-Chairman Mathes 1990 berufen wurde. Im Jahr 1995 wurde Mathes zum Temporary Adviser der WHO ernannt und 2000 erneuert. 1994 wurde er Mitglied des International Heart Failure Education Councils (IHFEC) der WHO und der International Heart Federation.

## Ehrungen
- 2004 wurde Mathes Präsident der Jahrestagung der Deutschen Gesellschaft für Prävention und Rehabilitation für Herz-Kreislauf-Erkrankungen (DGPR) in Berlin.
- 2006 wurde ihm in Anerkennung seiner Verdienste um die Rehabilitation nach dem Herzinfarkt die Peter-Beckmann-Medaille verliehen.[12]
- 2007 erhielt er die Ehrenmitgliedschaft der Deutschen Gesellschaft für Prävention und Rehabilitation bei Herz-Kreislauf-Erkrankungen (DGPR).

## Trivia
Mathes ist seit 1965 mit A. Christine, geb. Ohrem verheiratet. Das Paar hat zwei Kinder und drei Enkelkinder.
Seit 1959 ist Matthes Mitglied der katholischen Studentenverbindung KDStV Ripuaria Freiburg im Breisgau im CV.

## Publikationen
Mathes verfasste als Autor bzw. Koautor über 250 wissenschaftliche Veröffentlichungen und zahlreiche Bücher; darüber hinaus publiziert er in Fachzeitschriften und auch allgemeinen Medien. In Fachzeitschriften verfasst er unter anderem Rezensionen zu Fachbüchern und wissenschaftlichen Arbeiten. Sein Standardwerk „Ratgeber Herzinfarkt“
ist in vier Sprachen erschienen, und in diversen Überarbeitungen in 8 Auflagen. Anlässlich „20 years of the European Association of Preventive Cardiology“ wurden die Forschung und die wissenschaftlichen Veröffentlichungen von Peter Mathes in einem Rückblick in „A short history of the EAPC“ eingehend gewürdigt. In dem Hörbuch „Herz ist Leben“ mit Musik und Entspannungsübungen zur Vorbeugung und zum Gesundbleiben informiert Mathes eingehend über die Funktion des Herzens und gibt Ratschläge für den achtsamen Umgang mit dem Herzen im Alltagsleben.

## Veröffentlichungen (Auswahl)

### Bücher
- Atlas der Herzerkrankungen, Pharmazeutische Verlagsgesellschaft 1982,[19]
- Atlas of Heart Disease, Butterworths Scientific London, 1983
- Controversies in Cardiac Rehabilitation, Springer Verlag Berlin Heidelberg 1982,[20]
- Rhythmusstörungen des Herzens, Pharmazeutische Verlagsanstalt 1985, ISBN 3-88581-018-2, 2. Auflage
- Secondary Prevention in Coronary Artery Disease and Myocardial Infarction, Martinus Nijhoff, Boston The Hague, 1985,[21] ISBN 978-0-89838-736-0
- Ratgeber Herzinfarkt, 8. Auflage 2017, Springer Verlag[22]
- Herzinfarkt, dtv ratgeber 1994, ISBN 978-3-423-36502-4
- Dein Herz – Dein Leben, BLV-Verlag, 1995, ISBN 3-405-14091-9
- Cardiovascular Prevention and Rehabilitation, Springer Verlag London, 2007, ISBN 978-1-84628-462-5

### Beiträge
- Mit Cowan C. und Gudbjarnason S.: Storage and metabolism of norepinephrine after experimental infarction; in American Journal of Physiology 220, No.1,. 1971
- Mit Just H.: Die elastischen Eigenschaften der linken Herzkammer bei Coronarerkrankungen, Klinische Wochenschrift, 52, 1974.
- Stationäre Infarktrehabilitation, Kosten. In „Der Kassenarzt“ 51, 1986, Ste. 35–40
- Rehabilitation als Grundlage der Skundärprävention, in „Therapiewoche“ 38, 1988
- Diagnostik nach abgelaufenem Herzinfarkt, in „Medizinische Wochenschrift“ 21, 1983
- Der Stellenwert von stationären Rehabilitationsmaßnahmen nach Herzinfarkt, „Zeitschrift für Kardiologie“, Nr. 12, 1984
- Rehabilitation after cardiocascular desease, with special emphasis on developing countries, „WHO technical report series“„“, 831, 1991
- Patient´s Guide to Control of Heart Failure in „WHO/CGC Task Force on Heart Failure Education (Member)“
- Nach dem Bypass – worauf kommt es an? In „Zeitschrift der Deutschen Herzstiftung“, 1998, Ste. 7–12